# Tây Giang, Tiền Hải
Tây Giang là một xã thuộc huyện Tiền Hải, tỉnh Thái Bình, Việt Nam.

## Địa lý
Xã Tây Giang nằm ở trung tâm huyện Tiền Hải, có vị trí địa lý:
- Phía đông giáp xã Đông Lâm
- Phía nam giáp xã Ái Quốc
- Phía tây giáp xã An Ninh và xã Phương Công
- Phía bắc giáp thị trấn Tiền Hải.

Xã Tây Giang có diện tích 4,78 km², dân số là 6.834 người.

## Hành chính
Xã Tây Giang được chia thành 5 thôn: Các Già, Giang Bắc, Giang Đoài, Giang Đông, Giang Nam.

## Lịch sử
Ngày 11 tháng 11 năm 2024, Bộ Xây dựng ban hành Quyết định số 1038/QĐ-BXD về việc công nhận thị trấn Tiền Hải mở rộng (bao gồm thị trấn Tiền Hải và 4 xã: Tây Giang, Tây Ninh, Đông Lâm, Đông Cơ) đạt tiêu chí đô thị loại IV.

## Xã hội
Giáo dục:
- Trường mầm non xã Tây Giang: Khu 9, thôn Bắc
- Trường Tiểu học Tây Giang
- Trường THCS Giang Phong gồm 2 cơ sở:
  - Trường THCS Tây Giang: xã Tây Giang
  - Trường THCS Tây Phong: xã Tây Phong.

Y tế:
- Trạm Y tế xã Tây Giang: Khu 9, thôn Bắc
- Bệnh viện Đa Khoa Tiền Hải: Khu 4, thôn Nam.

## Văn hóa
- Nhà thờ họ Tạ: Khu 8 thôn Đoài
- Chùa Thư Điền: Khu 8 thôn Đoài
- Đình Chính thờ Thành hoàng Làng.